# ينابيع الفردوس
ينابيع الفردوس هي رواية خيال علمي كتبها الكاتب البريطاني آرثر كلارك، تقع أحداثها في القرن 22 حيث يصف بناء مصعد فضاء: هذا «البرج المداري» عبارة عن يكل عملاق يرتفع من الأرض ويرتبط بقمر صناعي في مدار ثابت بالنسبة للأرض على ارتفاع حوالي 36000 كيلومتر (حوالي 22300 ميل). سيتم استخدام مثل هذا الهيكل لرفع الحمولات إلى المدار دون الحاجة لاستخدام الصواريخ، فازت الرواية بجائزتي هوجو ونيبولا لأفضل رواية.

## حبكة الرواية

### ملخص
بدايةً تسلط الرواية الضوء على مشروع اقترحته الشخصية الرئيسية -فانيفار مورجان- عُرف المشروع باسم البرج المداري، يمتد البرج من خط الاستواء على الأرض إلى القمر الصناعي الموجود في مدار ثابت بالنسبة للأرض. مثل هذا البناء سيقلل من تكلفة إرسال الأشخاص والإمدادات إلى الفضاء كثيرًا.
القصة الرئيسية تم تطويرها من قبل قصتين أخريين، تخبرنا الأولى عن الملك كاليداسا الذي عاش آلاف السنين قبل ولادة مورغان الذي يقوم ببناء برج كبير، القصة الأخرى حدثت بعد فترة طويلة من وفاة مورغان حيث تتعامل مع الفضائيين الذين يتواصلون مع الأرض.
نظرًا للعديد من المشكلات الفنية لا يوجد سوى موقعين على الأرض حيث يمكن بناء البرج المداري بهما، إحداهما يقع في وسط المحيط الهادئ، والأخر هو سري كاندا (سريلانكا الآن)، وغير ذلك يوجد معبد بوذي في الجزيرة وماهاناياكي تيرو رئيس الجمعية يرفض منح الإذن لبدء البناء.
عندما علموا بالصعوبات اتصلت مجموعة من الأشخاص الذين يعيشون على كوكب المريخ بمورغان واقترحوا بناء البرج هناك بدلاً من الأرض سيكون أصغر من المخطط بناءه للأرض ويصل من المريخ إلى أحد أقماره (ديموس).
بعد القليل من العوائق بما في ذلك بعض الوفيات بدأ بناء البرج، على الرغم من أن المهندس يعاني من فشل قلبي إلا أنه يركب البرج ليأخذ الطعام والأكسجين إلى مجموعة من الطلاب الذين علقوا وأستاذهم. بعد التغلب على صعوبات خطيرة ينجح ثم يموت بنوبة قلبية في طريقه للعودة.

## الفكرة الرئيسية
يسبق الموضوع الرئيسي للرواية قصة حياة وموت الملك سري كاشيابا الأول ملك سريلانكا (المصور خياليًا كالملك كاليداسا)، حيث يرمز إلى فانيفار مورغان في تصميمه على تحقيق مصعد الفضاء.
وتشمل التدابير الفرعية الأخرى الاستعمار البشري للنظام الشمسي والاتصال الأول بالذكاء الاأرضي.
يتصور كلارك وجود رقيق مجهريًا (في عينته التجريبية) له «شعيرات فوقية» قوية تجعل رفع المصعد ممكنًا، على الرغم من أن الشعيرات الفوقية مبنية من «بلورة ماسية شبه أحادية مستمرة»، إلا أن كلارك عبر فيما بعد عن اعتقاده بأن نوعًا آخر من الكربون (بوكمينسترفوليرين)، سيلعب دور الشعيرات في مصعد الفضاء الحقيقي، إن أحدث التطورات في تكنولوجيا الأنابيب النانوية الكربونية تجعل المصعد المداري أقرب إلى الواقع.

## المكان
تدور أحداث القصة في جزيرة بلدة تابروبان الاستوائية الخيالية، التي وصفها كلارك بأنها «تتوافق بنسبة تسعين في المائة مع جزيرة سريلانكا»، حيث أن الجنوب موقعها الحقيقي. أنقاض القصر في ياكاجالا كما وصفت في الكتاب تشبه أنقاض موجودة في الحقيقة في سيجيريا في سريلانكا، الجبل الذي بني عليه مصعد الفضاء والذي سمي سري كاندا في الكتاب يشبه بقوة الجبل الحقيقي سري بادا.

## التشابه مع أعمال كلارك الأخرى
- في منتصف ينابيع الفردوس تمر مركبة فضائية روبوتية بدون طيار من أصل غريب عبر النظام الشمسي تسمى «ستارغيلدر» (من عالم أصلي يطلق عليه «ستارهولم») من قبل كلارك، هذا الوضع مشابه لـ موعد مع راما على الرغم من أن السفينة الخارجية وتفاعلاتها مع البشر مختلفة تمامًا.
- الثلث الأول من 3001: الملحمة الأخيرة تصف تفاصيل الجزء الداخلي للموئل الدائري الذي يحيط بالأرض، ويرتبط بسطح الأرض بأربعة مصاعد فضائية، في نهاية ينابيع الفردوس يظهر هذا الموئل الدائري للمرة الأولى، على الرغم من أنه يحتوي على ستة مصاعد فضاء بدلاً من الأربعة كما في 3001: الملحمة الأخيرة.
- في نهاية الرواية تتحول الأرض إلى أرض قاحلة جليدية لأن الشمس قد بردت. يحدث نفس الموقف أيضًا في قصة «درس التاريخ».
- الفضائي الذي يظهر قرب نهاية ينابيع الفردوس هو شكل مادي أكثر من نوع سرب الفضائيون الذين يهبطون على الأرض البدائية في «الممسوس».
- يتم إنشاء مصعد فضاء أيضًا في سياق رواية كلارك النهائية (تشارك في كتابتها مع فريدريك بول) النظرية الأخيرة.

## جوائز وترشيحات
- الفائزة بجائزة هوغو لأفضل رواية - 1980[4]
- الفائزة بجائزة نيبولا لأفضل رواية - 1979[5]
- مرشحة لـ جائزة لوكوس لأفضل رواية خيال علمي - 1980
- مرشحة لجائزة جمعية الخيال العلمي البريطانية - 1979

## روابط خارجية
- ُينابيع الفردوس عنوان مُدرج في قاعدة بيانات الخيال التأملي على الإنترنت
- ينابيع الفردوس في عوالم بلا نهاية.